# Ardian Kyçyku
Ardian Kyçyku, pseudonimy artystyczne: Ardian-Christian Kyçyku lub Ardian-Christian Kuciuk (ur. 23 sierpnia 1969 w Pogradcu) – albański tłumacz i pisarz. Autor łącznie ponad 55 powieści, opowiadań, scenariuszy, dramatów, opracowań naukowych, esejów, antologii oraz tłumaczeń; jego utwory przetłumaczono na ponad 10 języków.

## Życiorys
W 1991 roku ukończył studia z zakresu albanistyki na Uniwersytecie Tirańskim. Następnie przeniósł się do Rumunii, gdzie odbył studia doktorskie z zakresu literatury na Uniwersytecie Bukareszteńskim, które ukończył w 1998 roku. Założył także czasopismo Haemus.
Pracował jako profesor i dziekan na Rumuńskim Uniwersytecie Sztuk i Nauk „Gheorghe Cristea” w Bukareszcie, a w latach 2008–2020 pełnił funkcję rektora tejże uczelni.
Założył Albańskie Stowarzyszenie Kulturalne Haemus. Należy do Związku Pisarzy Rumunii oraz Ligi Pisarzy Albanii.

## Wybrane książki[1]
- Asediu (2015)
- Ati (2015)
- Casting, sau Cortina nu mai separă nimic (2015)
- Empatycon – sau Cartea Vieții (2015)
- Epocalipsa (2015)
- Home (2015)
- Ki$land (2015)
- Kristali dhe hienat – roman (2015)
- Lumenjte e Saharasë (2015)
- Një botë më tutje (2015)
- Ojo (2015)
- Oreksi për bukën e qiellit – roman (2015)
- Perla (2015)
- Shkëlqesi – ose 5 pamje nga pasqyra (2015)
- Shtojca (2015)
- Sy (2015)
- Tregime të padukshme (2015)
- You and Other Stories (2015)
- zv.Libri (2015)
- Gjaku asnjanës (2016)
- Si (2016)
- Pragu ose Vdekja shkruan me dy duar (2019)
- Anonima ose Tirana në heshtjen e një kalimtari (2020)
- Genul – piesă cu un act și un omor (2020)
- Mortët (2020)
- Krijime fëminie (2021)
- El padre (2022)
- Exodul sufleurilor (2022)
- Loc pentru o singură păpușă (2022)
- Tiparnița [Print/ing House] (2022)
- Pantomima ose Të fshehta nga jeta e prijësve (2023)

## Nagrody[1][2]
- Narodowa Nagroda Literacka Albanii Srebrne Pióro (2013)
- Najlepszy autor według Kult Academy (2015, 2018)
- II nagroda Katarina Josip za albańskojęzyczny dramat (2016)
- Grand Prix na Międzynarodowym Festiwalu Filmowym Très Court w Klużu-Napoce (2017)

## Tytuły
W 2014 roku otrzymał tytuł honorowego obywatela Pogradca.